# 宇津志建
宇津志 建（うつし たける）は柳生潜流宗家。特定非営利活動法人国際総合武道連盟理事長。法人の活動を通じ、日本古伝武術の文化と伝統を守るだけでなく、春日部市民をはじめ広く一般国民に対し、その伝承と普及を図り、武道を通しての礼儀・作法の習得を含めた青少年の健全育成及び国際親善交流に寄与している。
一千年以上の歴史を持つ、新潟県柏崎市、式内社・鵜川神社宮司を代々継承する家系に生まれた神職でもある。

## 関連人物
- 高橋華王
- 白石安男